# Eliasz Jakub Wieliczkier

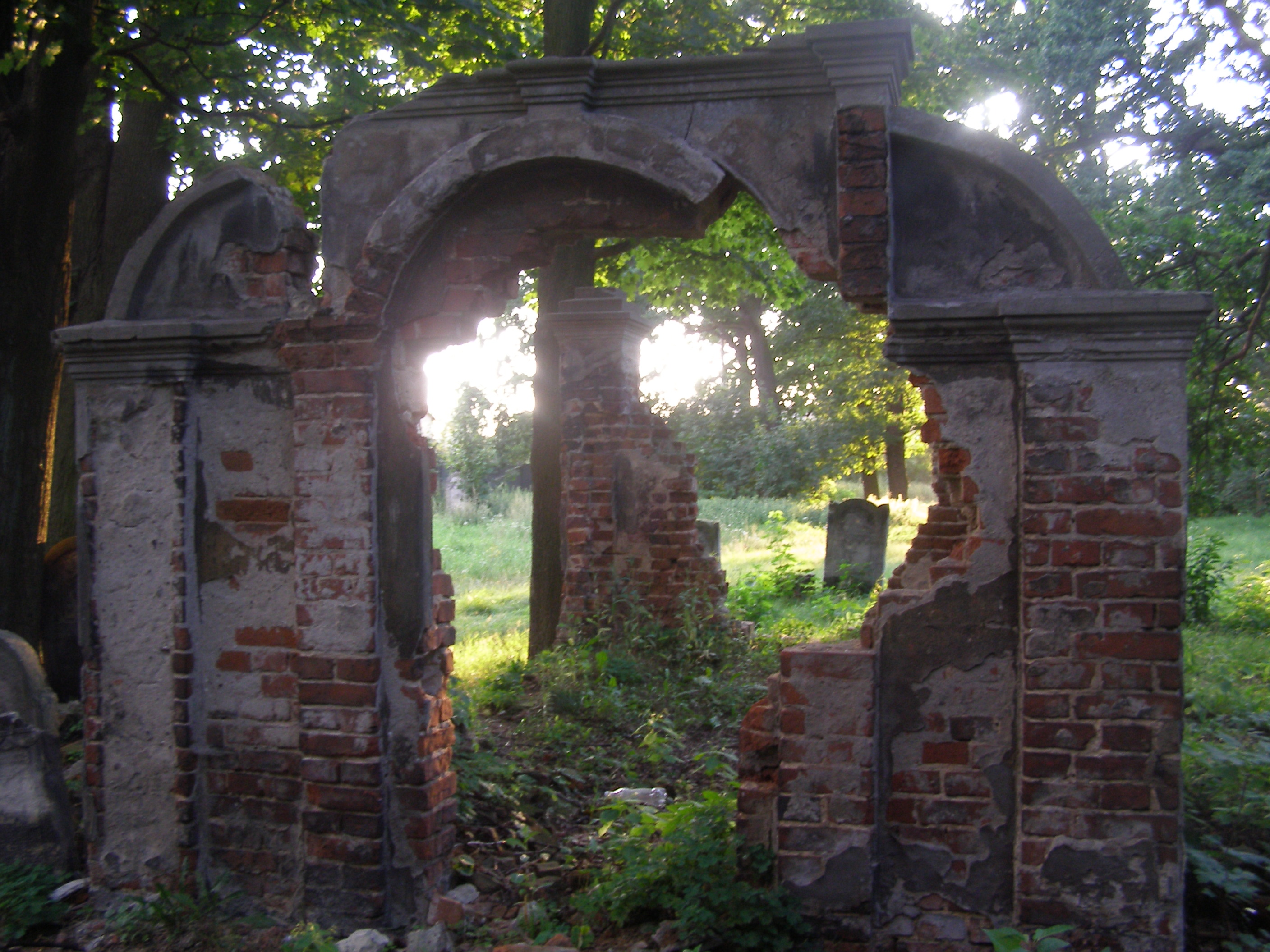
Ruiny ohelu rabina i cadyka tomaszowskiego Eliasza Jakuba Wieliczkiera (1809-1888) na cmentarzu żydowskim w Tomaszowie Mazowieckim

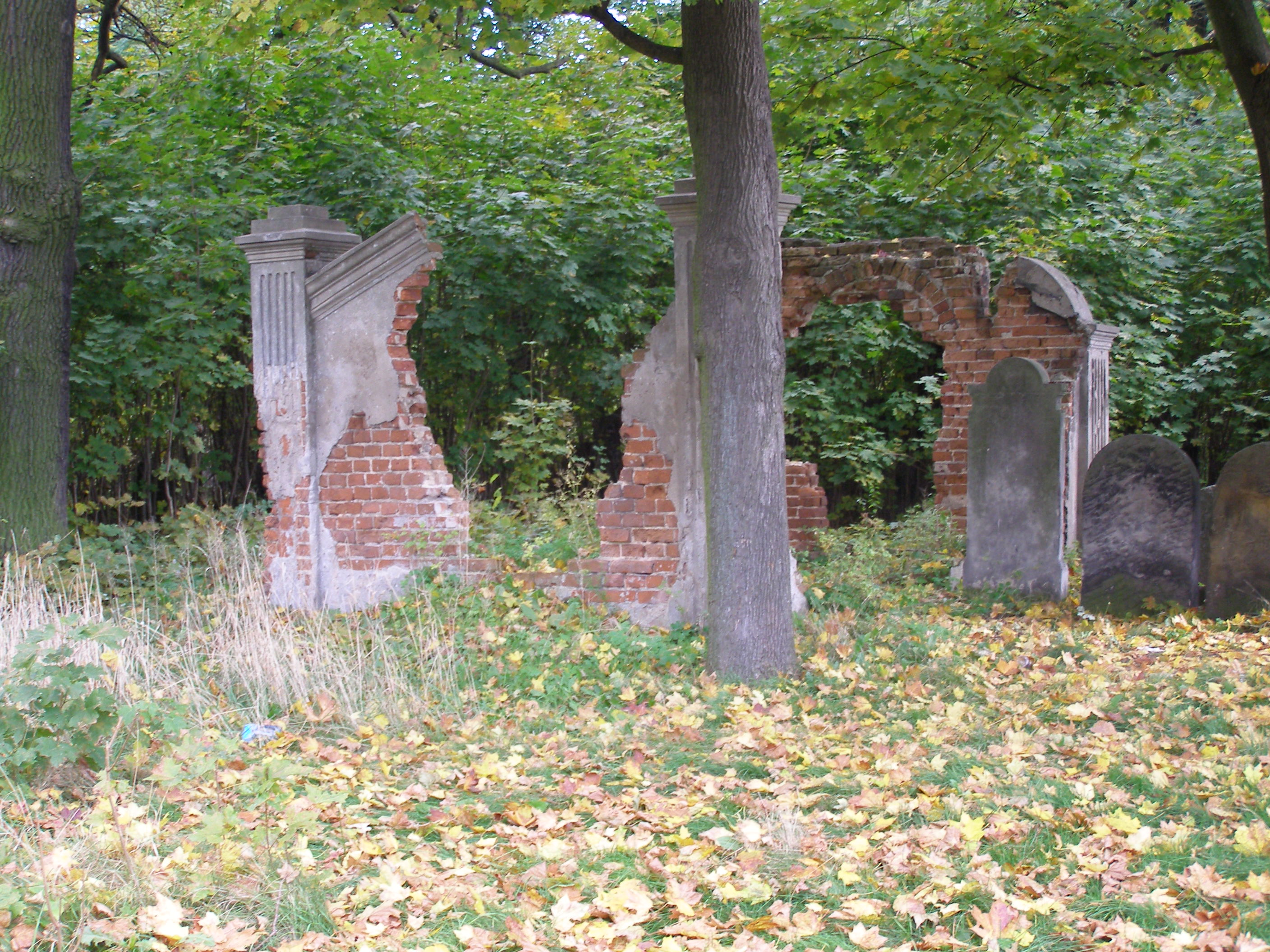
Ruiny ohelu Eliasza Jakuba Wieliczkiera, rabina tomaszowskiego w latach 1857-1888

Eliasz Jakub Wieliczkier (Wieliczker) (ur. 1809, zm. 27 maja 1888 w Tomaszowie Mazowieckim), zwany „Eliaszem Jakubem z Tomaszowa”, długoletni rabin tomaszowski, cadyk i przewodniczący sądu rabinicznego w Tomaszowie Mazowieckim, budowniczy Wielkiej Synagogi w Tomaszowie Mazowieckim. 
Był synem Abrahama (ha-Cohana) i Zeldy. W listopadzie 1857 r. po śmierci rabina Noacha Abrama Altszulera został wybrany rabinem w Tomaszowie Mazowieckim. Funkcję rabina pełnił przez 31 lat (w latach 1857–1888) i odegrał ogromną rolę w formowaniu się społeczności i gminy żydowskiej w Tomaszowie Mazowieckim. W latach 1864–1878 zbudował Wielką Synagogę w Tomaszowie Mazowieckim. Ostatni raz udzielił ślubu w dniu 12 kwietnia 1888 r. 
Zmarł w Tomaszowie i został pochowany na miejscowym cmentarzu żydowskim. Na jego grobie postawiono ohel. Do chwili obecnej zachowały się jedynie ruiny ohelu. Pozostawił wdowę Genendlę z domu Lewenstein (Löwenstein), córkę Joszuy i Chawy.